# Dieter Messner
Dieter Messner (* 19. Oktober 1942 in Oppeln; † 4. Dezember 2022 in Salzburg) war ein österreichischer Romanist und Sprachwissenschaftler.

## Leben und Werk
Messner studierte ab 1960 an der Universität Wien, ab 1966 an der Sorbonne. Er wurde 1967 in Wien promoviert mit der Dissertation Pierre Bersuire, Übersetzer des Titus Livius. Eine Wortschatzuntersuchung zum ersten Buch der ersten Dekade und war Assistent der Universität Wien. Im Jahre 1970 wechselte er als Assistent an die Universität Salzburg. Er habilitierte sich 1974 und war in Salzburg bis zu seiner Emeritierung 2011 Professor für Romanistik. 2002 erhielt er den Augsburger Universitätspreis für Spanien-, Portugal- und Lateinamerikastudien.
Messners zentrales Forschungsgebiet war von Beginn an die Wortgeschichte des Französischen, Spanischen und Portugiesischen auf der Basis chronologischer Repertorien und Wörterbücher (in denen die Wörter nach ihrem lexikographischen Erstbeleg geordnet sind). Seine Methode gipfelt in dem seit 1994 erscheinenden monumentalen Wörterbuch der portugiesischen Wörterbücher, in dem zu jedem Wort alle existierenden Wörterbuchartikel chronologisch aufgeführt werden (bislang über 10 000 Seiten).

## Werke (Auswahl)
- Chronologisch-etymologische Studien zu den iberoromanischen Sprachen und zum Französischen. Tübingen 1974.
- Essai de lexicochronologie française. Salzburg 1975.
- Dictionnaire chronologique de la langue portugaise. Heidelberg 1976.
- Einführung in die Geschichte des französischen Wortschatzes. Darmstadt 1977.
- Répertoire chronologique des mots français. Heidelberg 1977.
- Geschichte des spanischen Wortschatzes. Heidelberg 1979.
- (mit Hans-Joachim Müller) Iberoromanisch. Einführung in Sprache und Literatur. Darmstadt 1983.
- História do Léxico Português. Heidelberg 1990.
- (Hrsg.) Bachiller Olea. Vocabulos gallegos escuros lo que quieren dezir. La Coruña 2003.
- (Hrsg.) Vocabulários Indígenas Sul-Americanos pertencentes ao espólio de Virgil von Helmreichen zu Brunnfeld (1805–1852). Salzburg 2004.
- (mit Rudolf Angermüller) Wolfgang Amadé Mozart und die Sprache und Musik Frankreichs. Wien 2005.
- Lengua y cultura españoles en Viena en el siglo XVII – una aproximación filológica. Salzburg 2006.
- Parerga. Salzburg 2007 (Aufsatzsammlung).
- Miscelánea lexicológica iberrománica. Salamanca 2008 (Aufsatzsammlung).
- (Hrsg. und Übersetzer) Die französische Privatkorrespondenz des Salzburger Fürsterzbischofs Hieronymus Franz de Paula Josef Graf Colloredo von Waldsee und Mels. Salzburg 2012.

### Das Wörterbuch der portugiesischen Wörterbücher
- Dicionário dos dicionários portugueses. Salzburg 1994 ff. (hier alphabetisch geordnet)
  - (I) ABA-ABC, 1994, 298 p.
  - (II) ABD-ABU, 1994, XXII + 428 p.
  - (III) AC, 1996, 710 p.
  - (IV) ADA-AFU, 1996, 665 p.
  - (V) AGA-AJU, 1995, XXVI + 462 p.
  - (VI) ALA-ALG, 1997, 667 p.
  - (VII) ALH-ALZ, 1998, XII + 609 p.
  - (VIII) AM, 1998, XIII + 519 p.
  - (XXI) AN-AO, XXI, 2003, XII+ 623 p.
  - (XXIII) APA-APU, 2005, XIV+ 611 p.
  - (XXIV) AQ-ARL, 2005, XV+ 419 p.
  - (XXVI) ARM-ARRI, 2005, XIV+ 489 p.
  - (XXVII) ARRO-ATELI, 2006, X + 711 p.
  - (XXIX) ATEM-AZU, 2007, 730 p.
  - H, 2005, XIV+ 489 p.
  - K, 2002, XVIII + 179 p.
  - (XXXIV-1) L-LAZ, 2010, XXX + 424 p.
  - (XXXVI) NA-NI, 1999, XXII + 320 p.
  - NO-NU, 2001, LXXIII + 286 p.
  - O, 2002, XXV + 624 p.
  - (XL) Q, 2009, XXVI + 310 p.
  - (XVL) U, 1997, 200 p.